# Östra öknen
Östra öknen, förr även Arabiska öknen, är en öken och bergskedja i Egypten med toppar upp till 2184 m ö.h. Den ligger i den östra delen av landet, mellan Nilen och Röda havet.